# Don Camilo (serie de televisión)
Don Camilo es una serie de televisión colombiana producida por Coestrellas entre 1987 y 1989, basada en los libros del italiano Giovanni Guareschi, donde se relatan las aventuras de un cura de pueblo y un alcalde comunista en la posguerra italiana, transformada a los años 50 en Colombia y grabada en locación en el municipio de Tenza.
La serie fue dirigida por Kepa Amuchastegui y Moisés Rivillas. Bernardo Romero Pereiro fue el encargado de la adaptación para televisión de los libros de Guareschi. Por su parte, Daniel Samper Pizano estuvo a cargo del tratamiento audiovisual. Los libretos de una segunda temporada fueron escritos por Carlos Gustavo Álvarez.
En 1988 recibió el premio a Mejor Comedia, junto a Romeo y Buseta, en los premios de televisión Catalina de Oro y ese mismo año recibió el galardón a Mejor Dramatizado en los Premios de Televisión Simón Bolívar.
La serie cuenta con 47 episodios, disponibles en la plataforma RTVCPlay. Sin embargo, una investigación sobre el programa que se está realizando en la Universidad Externado de Colombia ha encontrado dos episodios adicionales "La Procesión" y "Hombres y Bestias" que pudieron estar entre los primeros capítulos que se perdieron al quedar mal archivados.

## Argumento
La historia fue adaptada al contexto colombiano, donde se relatan las aventuras de Don Camilo (un típico cura de pueblo) y José Chipate "Pepón", alcalde del Partido Liberal, en la población ficticia de Puentepalo, ubicado en algún lugar del altiplano cundiboyacense. Pepón es antieclesiástico y choca frecuentemente con Don Camilo, pero a pesar de sus rivalidades, ambos en el fondo se admiran y respetan. Don Camilo logra salir adelante de las trampas que le ponen Pepón y sus amigos, pero en la iglesia, Don Camilo tiene charlas con el Cristo del altar de la iglesia, quien le enseña al cura a no ser tan impulsivo y a comprender mejor a la gente y aprender a perdonar.
Aunque Pepón y su séquito van a todas partes, cuando hay desastres y otras situaciones que afectan a la comunidad, Don Camilo y su rival trabajan juntos en bien de la comunidad.

## Elenco
- Carlos Benjumea ... Don Camilo
- Héctor Rivas ... José Chipate "Pepón" y alcalde liberal de Puentepalo
- Gonzalo Ayala, Luis Fernando Múnera ... Voz de Jesús
- Diego León Hoyos ... El Flaco - Asistente y mensajero de la Alcaldía de Puentepalo
- Manuel Pachón ... Aldo Varela "El Brusco" - Jefe del directorio del Partido Liberal de Puentepalo
- José Saldarriaga ... El Colorado - Secretario de la Alcaldía de Puentepalo
- Argemiro Castiblanco ... El Motas - Albañil y miembro del Partido Liberal de Puentepalo
- Cesar Quiñonez ... El Bólido - Miembro del Partido Liberal de Puentepalo
- Lucy Colombia Arias ... Custodia, la esposa de Pepón
- Rafael Bohórquez ... El Cachiporro - Miembro del Partido Liberal de Puentepalo
- Luis Chiappe... El obispo
- Norberto López

## Episodios
1. El Bautizo
2. Danza De Las Horas
3. La Bomba
4. El Pintor
5. A Orillas del Río
6. El Inocente
7. Cinco más cinco
8. Rivalidad
9. El Huevo y la Gallina
10. El Tesoro 1
11. El Tesoro 2
12. Expedición Punitiva
13. Delito y Castigo 1
14. Delito y Castigo 2
15. Delito y Castigo 3
16. Huelga General 1
17. Huelga General 2
18. La Fiesta
19. Rojos de la Ciudad
20. Julieta y Romeo 1
21. Julieta y Romeo 2
22. Persecución
23. Baratillo Soriano 1
24. Baratillo Soriano 2
25. Centella dicho cen
26. Civil y banda
27. Conflicto de fueros
28. El ángel de la torre
29. El Campanero 1
30. El Campanero 2
31. La Penitencia
32. El Guapo 1
33. El Guapo 2
34. El vengador
35. En vedado
36. Incendio engañoso
37. La campana
38. La Derrota 1
39. La Derrota 2
40. La maestra vieja
41. La volante
42. Los brutos 1
43. Los brutos 2
44. El delegado
45. Escuela Nocturna
46. Triste domingo
47. Un llegado de la ciudad

| N.º en serie | N.º en temp. | Título               | Dirigido por            |
| --- | ------------ | -------------------- | ----------------------- |
| 1 | 1            | «El Bautizo»         | Bernando Romero Pereiro |
| Custodia quiere que su hijo menor sea bautizado por la iglesia en contraposición a Pepón. En la ceremonia de Bautizo, Don Camilo se niega a darle el sacramento ya que quieren bautizarlo con el nombre de Lenin, algo que molesta tanto a Pepón como a Jesucristo. Esa noche, Pepón bastante ofendido va a iglesia con el hijo exigiéndole a Don Camilo que lo bautice, generando un enfrentamiento entre los dos. |              |                      |                         |
| 1 | 2            | «Danza de las Horas» | Bernando Romero Pereiro |
| Pepón inaugura un nuevo reloj en la casa del pueblo haciéndole competencia al reloj de la iglesia. Don Camilo acompañado de los conservadores le critican la obra diciéndole que era un gasto innecesario habiendo otras prioridades en el pueblo. Así mismo el nuevo reloj empieza a tener desfases lo que genera la burla de Don Camilo y la ira de Pepón que termina en un enfrentamiento entre los liberales y conservadores. |              |                      |                         |
| 1 | 3            | «La Bomba»           | Bernando Romero Pereiro |
| Pepón regresa de la capital con un jeep regalado por los Aliados como sobrante de Segunda Guerra Mundial. En el Jeep había una bomba sin detonar que Pepón maliciosamente obsequia a Don Camilo por las pascuas. Don Camilo usando sus fuerzas, carga la bomba de vuelta a Pepón lo que hace reflexionar a Pepón de no molestarlo más con la bomba. Al final Pepón con sus esbirros arrojan la bomba a un barranco donde explota dejando atónitos a todos los pobladores de Puentepalo. |              |                      |                         |
| 1 | 4            | «El Pintor»          | Bernando Romero Pereiro |
| Se acercan las elecciones en Puentepalo y una mujer muy leal al partido liberal empieza una campaña de proselitismo político atacando a sus opositores y descuidando su hogar y su marido. Una noche es raptada y pintado su trasero de color rojo por unos sujetos. Pepón considera este ataque de carácter político y decide implementar toque de queda hasta encontrar los responsables, lo cual genera el inconformismo del pueblo. A pesar de ello Pepón sigue en firme con sus medidas e incluso intensifica el toque de queda. Al final habla con Don Camilo y descubre a los responsables, no cual no fue un ataque político sino el desespero de un marido humillado y abandonado. |              |                      |                         |